# 洛朗·索利
洛朗·索利（法語：Laurent Solly，法語發音：[lɔʁɑ̃ sɔli]；1970年3月27日—）出生於法國罗讷省索恩河畔自由城，擁有法國高級公務員資格，前法國總統尼古拉·萨科齐的幕僚，現職為Meta Platforms南歐副總經理。

## 生平
洛朗·索利高中就讀蒙格雷聖母學院的經濟學和社會科學，畢業後取得法國業士文憑，1991年考進巴黎政治學院，1994年畢業後再考進國家行政學院，1996年畢業完成學業，取得公務員資格。

### 公職生涯
- 1996-1998年：洛特-加龍省副省長、參謀長
- 1998-2001年：贝尔福地区省秘書長
- 2001-2003年：法國電力公司項目經理[1]
- 2004年：加入尼古拉·薩科吉的幕僚，因此法國經濟財政部參謀長、並且擔任人民運動聯盟的黨主席。
- 2006年：成為內政和國土發展部的無任所省長（法语：Préfet hors cadre）。
- 2007年：擔任尼古拉·薩科吉競選總統的競選副總監[2]。

### 任職於TF1
2007年尼古拉·薩科吉成功選上法國第23任總統，但是洛朗·索利卻沒有隨他一起進入政府內閣，受到布依格工業集團的招募，加入了法國電視一台（TF1）成為總經理，直到2012年才離開電視台。

### 加入 FACEBOOK
2012年FACEBOOK被法國稅務單位的查稅，於是次年便想要找一位能和公部門溝通的經理人，洛朗·索利在TF1成功的名聲，讓FACEBOOK總公司找上了他，2013年4月25日走馬上任，3年後洛朗·索利晉升為南歐副總經理，執掌葡萄牙、西班牙、義大利和法國的業務。

## 家庭關係
洛朗·索利於1996年和夏洛特·錢德利爾 (Charlotte Chandellier)結婚，2007年夏洛特·錢德利爾因病去世，2009年法國電視五台（France 5）的卡羅琳·魯結婚。

## 受獎
- 法國國家功績勳章

## 相關連結
- FACEBOOK：Laurent Solly
- Linkedin：Laurent Solly